# Berliner Fußballclub Dynamo 1980-1981
La pagina raccoglie i dati riguardanti la Dinamo Berlino nelle competizioni ufficiali della stagione 1980-1981.

## Stagione
Terza titolo consecutivo per la Dinamo Berlino nella stagione 1980-81: la certezza matematica della vittoria arrivò all'ultima giornata, dopo aver sconfitto nello scontro diretto l'altra pretendente alla vittoria finale del campionato, il Carl Zeiss Jena. In Coppa dei Campioni il cammino della squadra si interruppe agli ottavi di finale nello scontro con il Football Club Baník Ostrava, che passò grazie alla regola dei gol fuori casa, mentre in coppa nazionale furono eliminati in semifinale dal Vorwärts Francoforte sull'Oder.

## Maglie e sponsor
Vengono confermate tutte le divise della stagione precedente: prima maglia amaranto con una striscia bianca che corre sulle spalle e sulle maniche, seconda maglia bianca con striscia verticale amaranto a destra.
| Manica sinistra · Manica sinistra · Maglietta · Maglietta · Manica destra · Manica destra · Pantaloncini · Calzettoni | Manica sinistra · Maglietta · Maglietta · Manica destra · Pantaloncini · Calzettoni |

## Organigramma societario
Area direttiva:
- Presidente:  Erich Mielke

Area tecnica:
- Allenatore:  Jürgen Bogs

## Rosa
| N. |                         | Ruolo | Calciatore           |
| -- | ----------------------- | ----- | -------------------- |
|    | Germania Est (bandiera) | P     | Bodo Rudwaleit       |
|    | Germania Est (bandiera) | P     | Reinhard Schwerdtner |
|    | Germania Est (bandiera) | D     | Michael Noack        |
|    | Germania Est (bandiera) | D     | Artur Ullrich        |
|    | Germania Est (bandiera) | D     | Norbert Trieloff     |
|    | Germania Est (bandiera) | D     | Dirk Schlegel        |
|    | Germania Est (bandiera) | D     | Rainer Troppa        |
|    | Germania Est (bandiera) | C     | Detlef Halms         |
|    | Germania Est (bandiera) | C     | Frank Terletzki      |
|    | Germania Est (bandiera) | C     | Christian Backs      |
|    | Germania Est (bandiera) | C     | Frank Rohde          |

| N. |                         | Ruolo | Calciatore           |
| -- | ----------------------- | ----- | -------------------- |
|    | Germania Est (bandiera) | C     | Bernd Schulz         |
|    | Germania Est (bandiera) | C     | Bernd Brillat        |
|    | Germania Est (bandiera) | C     | Roland Jüngling      |
|    | Germania Est (bandiera) | C     | Rainer Ernst         |
|    | Germania Est (bandiera) | C     | Bernd Martins        |
|    | Germania Est (bandiera) | A     | Olaf Seier           |
|    | Germania Est (bandiera) | A     | Falko Götz           |
|    | Germania Est (bandiera) | A     | Ralf Sträßer         |
|    | Germania Est (bandiera) | A     | Hartmut Pelka        |
|    | Germania Est (bandiera) | A     | Hans-Jürgen Riediger |
|    | Germania Est (bandiera) | A     | Wolf-Rüdiger Netz    |

## Risultati

### Coppa della Germania Est
|  | Hafen Rostock | 0 – 5 | BFC Dynamo |  |

|  | Dinamo Berlino | 3 – 1 | Vorwärts Dessau |  |

|  | Rot-Weiß Erfurt | 0 – 1 | BFC Dynamo |  |

|  | Vorwärts Francoforte | 6 – 5 (d.t.s.) | BFC Dynamo |  |

### Coppa dei Campioni[1]
| Arbitro: | Nielsen |

|                                       |           |  |
| Terletzki 51’ Trieloff 73’ Schulz 87’ | Marcatori |  |

| Arbitro: | Vlajic |

|                       |           |           |
| Hailis 39’ Petrou 48’ | Marcatori | 87’ Seier |

| Ostrava 22 ottobre 1980 | Baník Ostrava | 0 – 0 | BFC Dynamo | Bazaly-Stadion (20.000 spett.)\| Arbitro: \| Jushka \| |
| Arbitro:                | Jushka        |       |            |                                                        |

| Arbitro: | Happ |

|                   |           |                  |
| Troppa 57’ (rig.) | Marcatori | 32’ (rig.) Knapp |

## Statistiche

### Statistiche di squadra
| Competizione       | Punti | In casa | In casa | In casa | In casa | In casa | In casa | In trasferta | In trasferta | In trasferta | In trasferta | In trasferta | In trasferta | Totale | Totale | Totale | Totale | Totale | Totale | DR  |
| Competizione       | Punti | G       | V       | N       | P       | Gf      | Gs      | G            | V            | N            | P            | Gf           | Gs           | G      | V      | N      | P      | Gf     | Gs     | DR  |
| ------------------ | ----- | ------- | ------- | ------- | ------- | ------- | ------- | ------------ | ------------ | ------------ | ------------ | ------------ | ------------ | ------ | ------ | ------ | ------ | ------ | ------ | --- |
| Campionato         | 43    | 13      | 11      | 1       | 1       | 41      | 8       | 13           | 6            | 4            | 3            | 33           | 23           | 26     | 17     | 5      | 4      | 74     | 31     | +43 |
| FDGB Pokal         | -     | 1       | 1       | 0       | 0       | 3       | 1       | 3            | 2            | 0            | 1            | 11           | 6            | 4      | 3      | 0      | 1      | 12     | 9      | +3  |
| Coppa dei Campioni | -     | 2       | 1       | 1       | 0       | 4       | 1       | 2            | 0            | 1            | 1            | 1            | 2            | 4      | 1      | 2      | 1      | 5      | 3      | +2  |
| Totale             | -     | 16      | 13      | 1       | 1       | 48      | 10      | 18           | 8            | 5            | 5            | 45           | 31           | 34     | 21     | 7      | 6      | 91     | 42     | +49 |

### Statistiche dei giocatori
| -       |
| Backs   |
| 1       |
| ?       |
| ?       |
| ?       |
| ?       |
| ?       |
| ?       |
| -       |
| Brillat |
| 2       |
| ?       |
| ?       |
| ?       |
| ?       |
| ?       |
| ?       |
| -       |
| Ernst   |
| 9       |
| 1       |
| 2       |
| ?       |
| ?       |
| ?       |